# Measurements of pollution in the stratosphere

MOPITT (pour Measurements of Pollution in the Troposphere / Mesures de la pollution troposphérique) est un radiomètre travaillant dans l'infrarouge installé sur le satellite Terra  (1999) et destiné à améliorer la connaissance de la dynamique de certains polluants (monoxyde de carbone, Méthane) de la basse et moyenne atmosphère (troposphère), émis à partir du sol (véhicules, chaudières, feux...), à partir des mers (navires) ou par des sources mobiles aéroportées telles que les avions. C'est aussi le nom du programme de mesure correspondant, porté par la NASA.

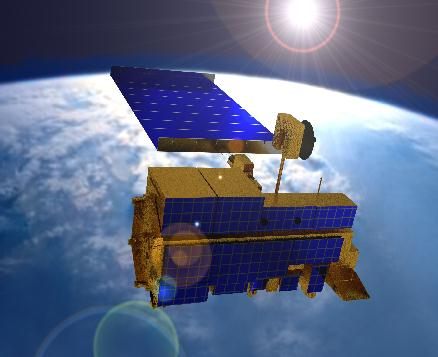
Le satellite Terra (vue d'artiste) qui porte l'instrumentation MOPITT

L'instrument a été financé par la Division des sciences spatiales de l'Agence spatiale canadienne.

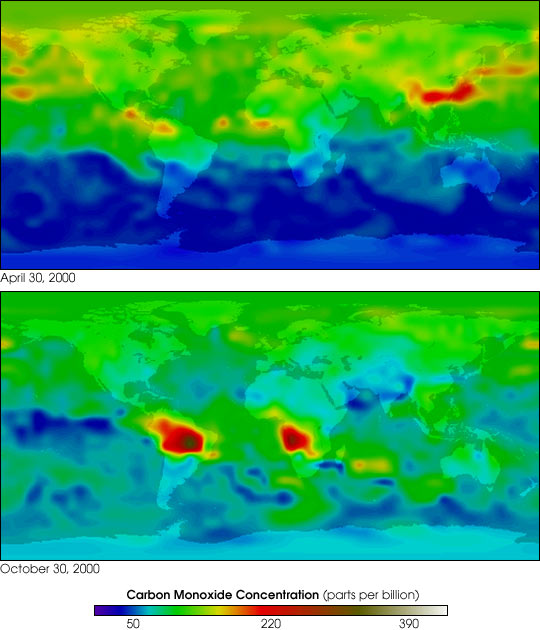
Cartographie MOPITT (2000) de la pollution globale par le monoxyde de carbone (traceur d'autres polluants émis par les feux de forêts, mais aussi chaudières, moteurs et tuyères d'avion),

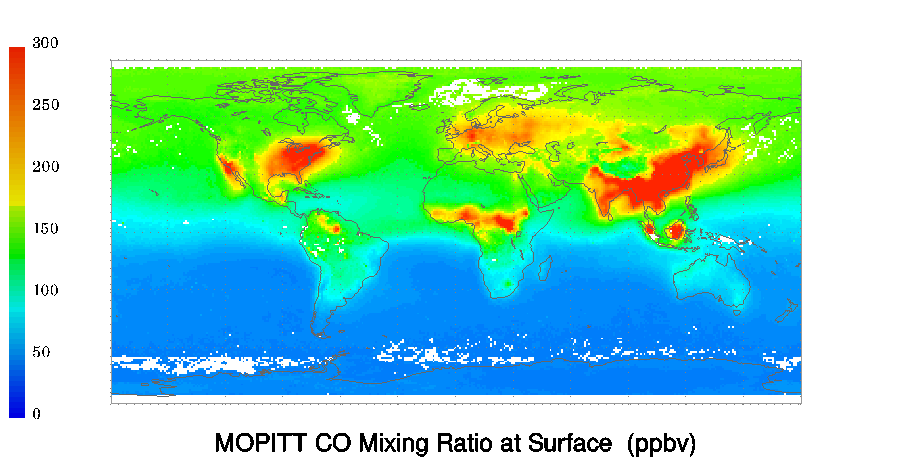
Composition informatique issue des données MOPITT pour le CO (Monoxyde de carbone en Mars 2010 (mise en évidence des impacts du chauffage urbain en zone froide et tempérée, mais aussi des impacts des feux de forêt et de brousse en Afrique)

## Utilité, objectifs
Cet instrumentation est conçue pour surveiller les changements dans les patterns (motifs) de pollution pour la partie inférieure de l'atmosphère terrestre afin de mieux comprendre l'évolution et le cycle des polluants et certaines interactions entre polluants ou entre polluants et climat. Les instruments ont été qualibrés et vérifiés au moyen d'intercomparaisons faites avec d'autres instruments et par des mesures faites à partir d'air échantillonnés par des avions en vol.
Bien que les observations des teneurs en méthane (puissant gaz à effet de serre, en augmentation) aient été également annoncées, à ce jour aucune donnée relative au CH4 n'a été publiée.

## Instrument
MOPITT est un outil de sondage au nadir (verticale pointant vers le bas)  qui mesure l'upwelling infrarouge (le rayonnement infrarouge réfléchi) à 4,7 µm et 2,2 à 2,4 µm.
Il utilise la corrélation spectroscopique pour calculer des profils de monoxyde de carbone dans la basse atmosphère.